# Gabor Kovacs (Pneumologe)
Gabor Kovacs (* 1977) ist ein österreichischer Pneumologe. Seit 2021 ist er assoziierter Professor an der Medizinischen Universität Graz, nachdem er bereits 2012 in der Fachrichtung Pneumologie an derselben Universität habilitierte.
Kovacs ist in verschiedenen wissenschaftlichen Gesellschaften aktiv und übernimmt dort führende Rollen. Von 2021 bis 2023 bekleidet er das Amt des Präsidenten der Österreichischen Gesellschaft für Pneumologie und ist gleichzeitig Mitglied der Deutschen Gesellschaft für Kardiologie. Seine Beiträge zur European Respiratory Society sind ebenfalls bemerkenswert, wo er unter anderem als Mitglied der ERS Guideline Group und der European Examination Committee agiert.
Darüber hinaus hat Gabor Kovacs als Redakteur für angesehene wissenschaftliche Zeitschriften wie das Journal of Clinical Medicine und PLOS ONE gearbeitet. Seine Expertise wird ebenfalls als Gutachter für prestigeträchtige Fachzeitschriften wie das European Respiratory Journal und The Lancet Respiratory Medicine geschätzt.
Kovacs’ Engagement erstreckt sich auch auf die Organisation und Leitung verschiedener wissenschaftlicher Veranstaltungen und die Mitarbeit in Organisationskomitees für medizinische Jahrestagungen. Zudem war er als Gutachter bei der Medizinischen Universität Wien tätig.

## Forschung
Kovacs konzentriert sich vornehmlich auf die Erforschung der pulmonalen Hypertonie und die Dynamik der Lungenfunktion. In einer seiner Arbeiten, veröffentlicht im European Respiratory Journal, untersucht Kovacs die Veränderungen in der Lungenhämodynamik bei Sklerodermie-Patienten während körperlicher Betätigung. Diese Studie beleuchtet die signifikanten physiologischen Veränderungen, die bei dieser Patientengruppe auftreten, und trägt zum Verständnis der Krankheitsdynamik bei.
Ein weiterer Schwerpunkt seiner Forschung, dargestellt in einer Publikation im Journal Chest, ist die klinische Bedeutung der neuen Definition von präkapillärer pulmonaler Hypertonie. Kovacs’ Arbeit in diesem Bereich reflektiert die Notwendigkeit einer kontinuierlichen Anpassung und Verfeinerung diagnostischer Kriterien im Licht neuer medizinischer Erkenntnisse.
Darüber hinaus befasst sich Kovacs mit der kritischen Bewertung von internationalen Fachkonferenzen, wie dem Welt-Symposium zur pulmonalen Hypertonie, und deren Einfluss auf die klinische Praxis. Seine Analysen und Kommentare zu diesen Veranstaltungen unterstreichen die Bedeutung eines globalen, interdisziplinären Dialogs für die Fortentwicklung der pneumologischen Forschung und Behandlung.
Die Literatur- und Zitationsdatenbank Scopus führt ihn als Autor beziehungsweise Mitautor von 175 Fachpublikationen und schreibt ihm einen h-Index von 42 zu (Stand: 2023).
Seine wissenschaftlichen Arbeiten wurde durch zahlreiche Auszeichnungen gewürdigt, darunter der renommierte ERS Main Award für neuartige Forschung in der pulmonal-arterielle Hypertonie im Jahr 2021 und der Pfizer Young Researcher Award im Jahr 2012.

## Links
- Gabor Kovacs im Forschungsportal der Medizinischen Universität Graz